# Dysoxylum rigidum
Dysoxylum rigidum là một loài thực vật có hoa trong họ Meliaceae. Loài này được (Ridl.) Mabb. mô tả khoa học đầu tiên năm 1982.